# Klemen Pretnar
Klemen Pretnar (* 31. August 1986 in Bled, SR Slowenien) ist ein slowenischer Eishockeyspieler, der seit Juni 2022 bei den Starbulls Rosenheim in der deutschen Oberliga Süd unter Vertrag steht.

## Karriere

### Anfänge in Bled und Wechsel nach Kranj
Klemen Pretnar erlernte das Eishockeyspiel in seiner Heimatstadt Bled, in der er auch heute noch wohnt. Dort spielte er sowohl für den Nachwuchsverein HK MK Bled, als auch für die (Semi-)Profimannschaft des HK Sportina Bled. Nach der Saison 2002/03 stellte der HK Bled den Spielbetrieb ein und Pretnar spielte zunächst weiter für seinen Nachwuchsverein, ehe er zum HK Triglav Kranj wechselte. Für diesen war er in den folgenden Jahren in der U20-Juniorenliga, der slowenischen Eishockeyliga sowie der Interliga aktiv. Dabei steigerte er seine Punktausbeute kontinuierlich und entwickelte sich zu einem Offensivverteidiger, der vor allem durch sein Passspiel überzeugt. Während der Saison 2008/09 wurde der HK Jesenice auf Pretnar aufmerksam und verpflichtete ihn für dessen Farmteam, die HD mladi Jesenice.

### Erfolge in Jesenice
Ab 2009 gehörte er fest zum Kader der Profimannschaft des HK Jesenice und gewann mit diesem 2010 und 2011 die slowenische Meisterschaft, nachdem der Verein jeweils in der regulären Saison am Spielbetrieb der Österreichischen Eishockey-Liga teilgenommen hatte. Auch den Sprung in diese Profiliga meisterte Pretnar mit Erfolg – waren es in der Saison 2009/10 noch 4 Scorerpunkte, erzielte er in der folgenden Spielzeit schon 15 Punkte.

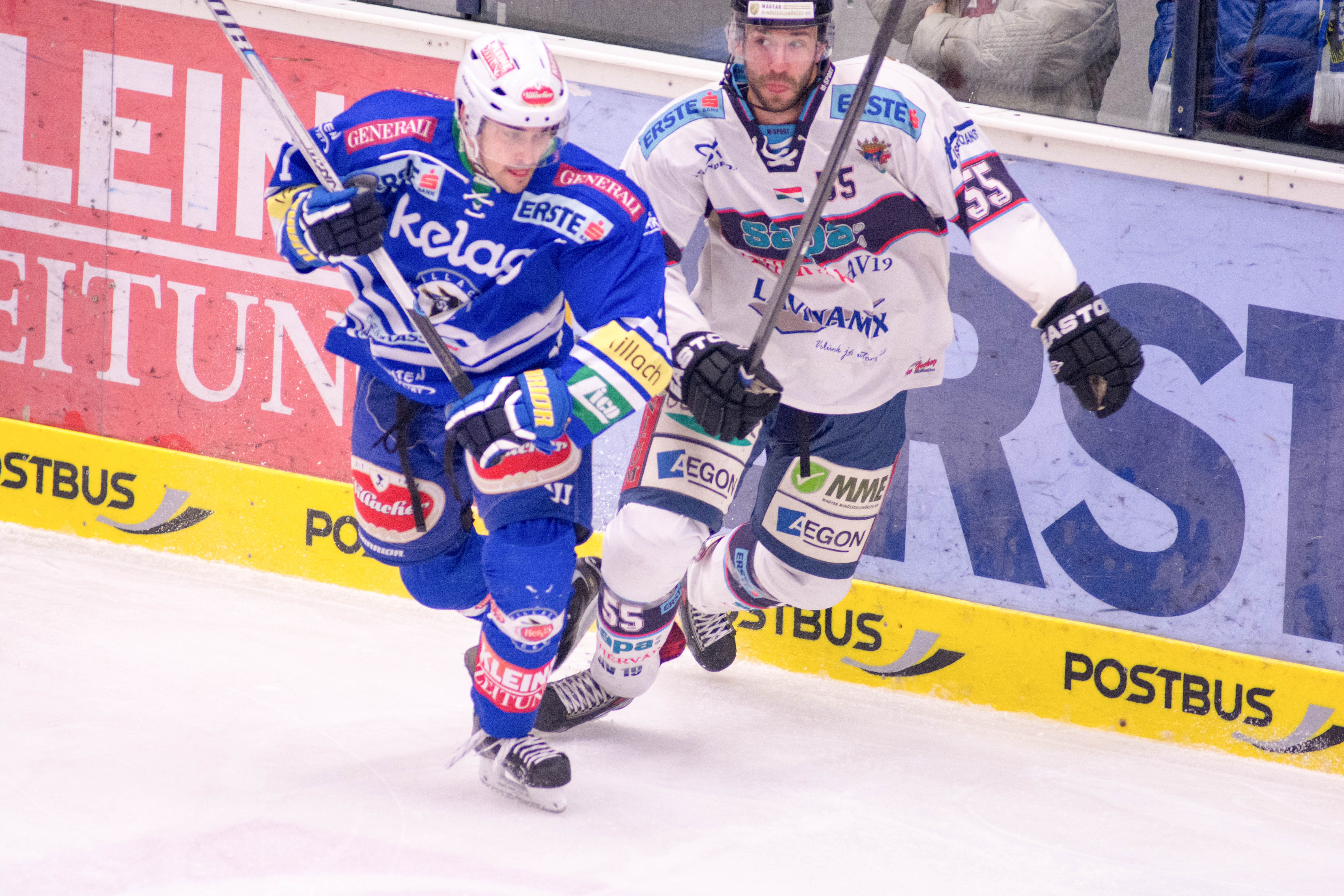
Klemen Pretnar im Zweikampf mit Andrew Sarauer, Dezember 2013

### Zeit in Österreich
In der Saison 2011/12 gehörte er zu den Leistungsträgern des Teams. Im Laufe der Saison 2011/12 stand der HK Jesenice vor erheblichen finanziellen Schwierigkeiten und stellte den Spielbetrieb nach Saisonende ein. Daher war Pretnar zunächst vereinslos. 2012 wurde Pretnar kurz vor Saisonbeginn vom Villacher SV zu einem Try-Out eingeladen, bei dem dieser Cheftrainer Hannu Järvenpää durch seine Spielweise und Schnelligkeit überzeugte. Im Laufe der Saison wurde sein Vertrag vorzeitig um zwei Jahre verlängert.
Nach drei Jahren in Villach wechselte Pretnar zur Saison 2015/16 innerhalb der ÖEHL zu den Vizemeistern von 2015, den Vienna Capitals.
Ab Mai 2016 stand Pretnar beim HK Junost Minsk in der belarussischen Extraliga unter Vertrag und erreichte mit diesem 2017 die belarussische Vizemeisterschaft. Im Januar 2018 verließ er Minsk und wechselte in die Slowakei zum HC 05 Banská Bystrica, mit dem er am Saisonende den slowakischen Meistertitel gewann. Nach diesem Erfolg verließ er den HC 05 und wechselte innerhalb der slowakischen Eliteliga zum HC Košice. Dort blieb er jedoch nur ein Jahr und wechselte dann nach Polen zu Unia Oświęcim, wo er zwei Jahre in der Polska Hokej Liga spielte und 2020 polnischer Vizemeister wurde. Nach einem Jahr beim HC Amiens Somme in der französischen Ligue Magnus schloss er sich 2022 den Starbulls Rosenheim aus der deutschen Oberliga Süd an.

### International
Klemen Pretnar gehörte ab den frühen 2000er Jahren den Kadern der slowenischen Nachwuchsnationalmannschaften an. 2004 nahm er mit der U18-Auswahl des Landes an der U18-Junioren-Weltmeisterschaft der Division I teil. Weitere Einsätze im Nachwuchsbereich hatte er bei den U20-Weltmeisterschaften der Division I 2005 und 2006.
Im Herren-Bereich gehörte Pretnar ab 2009 zum erweiterten Nationalkader und absolvierte sein erstes großes Turnier bei der Weltmeisterschaft der Division I 2010. Bei dieser gelang mit dem ersten Platz der Aufstieg in die Top-Division. Ein Jahr später, bei der Weltmeisterschaft 2011, mussten die Slowenen jedoch den Wiederabstieg hinnehmen. 2012 nahm Pretnar nicht an der Weltmeisterschaft teil, wurde aber in den Kader für die Olympiaqualifikation 2013 berufen. Bei diesem Qualifikationsturnier im Februar 2013 besiegten die Slowenen Belarus, Dänemark und die Ukraine und qualifizierten sich damit für die Olympischen Winterspiele 2014. Anschließend spielte er bei der Weltmeisterschaft 2013 in der Top-Division.
Am 6. Januar 2014 wurde Pretnar für den Olympiakader der slowenischen Herren-Nationalmannschaft für die Olympischen Winterspiele in Sotschi nominiert. Dort belegte er mit den Slowenen überraschend den siebten Rang. Auch bei der Weltmeisterschaft 2015 spielte er mit seiner Mannschaft in der Top-Division. Nach dem Abstieg dort trat er 2016 in der Division I an, wo der sofortige Wiederaufstieg gelang. Aber auch bei der Weltmeisterschaft 2017 konnte er sich mit den Slowenen nicht in der Top-Division halten. So spielte er Weltmeisterschaft 2019 und Weltmeisterschaft 2022 erneut in der Division I. Auch an den Qualifikationsturnieren für die Winterspiele in Peking 2022 nahm er teil. Beim Beat Covid-19 Ice Hockey Tournament, das im Mai 2021 in Ljubljana ausgetragen wurde und das die Slowenen gewinnen konnten, war er ebenfalls dabei. Dabei trug er als bester Vorbereiter und zweitbester Scorer nach dem Österreicher Lukas Haudum maßgeblich zum slowenischen Turniersieg bei.
Für Slowenien erzielte er in bisher 176 Länderspielen elf Tore und bereitete 51 vor.

## Erfolge und Auszeichnungen
| - 2010 Slowenischer Meister mit Acroni Jesenice - 2011 Slowenischer Meister mit Acroni Jesenice - 2017 Belarussischer Vizemeister mit dem HK Junost Minsk | - 2018 Gewinn des IIHF Continental Cups mit dem HK Junost Minsk - 2018 Slowakischer Meister mit dem HC 05 Banská Bystrica - 2023 Oberliga-Meister und Aufstieg in die DEL2 mit den Starbulls Rosenheim |

### International
- 2010 Aufstieg in die Top-Division bei der Weltmeisterschaft der Division I, Gruppe B
- 2016 Aufstieg in die Top-Division bei der Weltmeisterschaft der Division I, Gruppe A
- 2022 Aufstieg in die Top-Division bei der Weltmeisterschaft der Division I, Gruppe A

## Karrierestatistik
Stand: Ende der Saison 2022/23

### International
(Legende zur Spielerstatistik: Sp oder GP = absolvierte Spiele; T oder G = erzielte Tore; V oder A = erzielte Assists; Pkt oder Pts = erzielte Scorerpunkte; SM oder PIM = erhaltene Strafminuten; +/− = Plus/Minus-Bilanz; PP = erzielte Überzahltore; SH = erzielte Unterzahltore; GW = erzielte Siegtore; 1 Play-downs/Relegation; Kursiv: Statistik nicht vollständig)